# Автошлях Т 1610
Автошля́х Т 1610 — автомобільний шлях територіального значення в Одеській області. Проходить територією Білгород-Дністровського району через Татарбунари — Сергіївку — Шабо. Загальна довжина — 85,2 км.
| Автошлях Т 1610 | Автошлях Т 1610        |
| Загальні дані   | Загальні дані          |
| --------------- | ---------------------- |
| Країна          | Україна                |
| Номер           | \| Т 1610 \|           |
| Області         | Одеська область        |
| Райони          | Білгород-Дністровський |
| Довжина         | 85,2 км                |
| початок         | Татарбунари            |
| кінець          | Шабо                   |
| З'єднання       | E87 М15 Н33 Т 1627     |
| Міста           | Татарбунари            |
| Т 1610          |                        |

## Маршрут
Автошлях проходить через такі населені пункти:
| Автошлях Т 1610              |              |
| Одеська область              |              |
| Білгород-Дністровський район |              |
| Татарбунари                  | E87М15Т 1627 |
| Зарічне                      |              |
| Жовтий Яр                    |              |
| Безім'янка                   |              |
| Веселе                       |              |
| Садове                       |              |
| Базар'янка                   |              |
| Миколаївка                   |              |
| Курортне                     |              |
| Приморське                   |              |
| Вільне                       |              |
| Чабанське                    |              |
| Сергіївка                    |              |
| Біленьке                     |              |
| Шабо                         | Н33          |